# Хохлома (Нижегородская область)
Хохлома — село в Ковернинском районе Нижегородской области России. Располагается на реке Узоле в 18 км к юго-востоку от рабочего посёлка Ковернино.
Образовано в XVII веке, названо по протекающей у села реки. Известно как торговое село, куда стекалось большое количество деревянной посуды, изготовлявшейся в округе. Именно от хохломского базара (кустарных промыслов в селе не было) идет название хохломской росписи по дереву. В селе имеется церковь Рождества Богородицы (1828 год, 1860-е годы) — памятник градостроительства и архитектуры.
| 2002 | 2010 |
| ---- | ---- |
| 778  | ↘738 |